# Podul Mirabeau
Podul Mirabeau (în franceză Pont Mirabeau) este un pod din Paris construit între 1893 și 1896. El a fost clasificat monument istoric la 29 aprilie 1975.

## Geografie
Podul traversează Sena din arondismentul 15 (situat pe malul stâng al Senei) în arondismentul 16. El leagă rue de la Convention și sensul giratoriu de la Podul Mirabeau, de pe malul stâng, cu place de Barcelone și rue de Rémusat, pe malul drept. Pe malul stâng, în amonte, este Gara Javel a RER, linia C.

## Istoric
Decizia de a construi un nou pod la dreapta intersecției formate de Avenue de Versailles și Rue Mirabeau a fost luată de către președintele Sadi Carnot la 12 ianuarie 1893. El a fost proiectat de inginerul Paul Rabel, responsabil al podurilor din Paris, asistat de inginerii Jean Résal și Amédée Alby, și construit de compania Daydé & Pillé. El este și titlul unui poem foarte cunoscut al lui Guillaume Apollinaire.
A fost testat la 11 aprilie 1896; el a fost restaurat în 1957 și 1990, fiind în folosință și în prezent.

## Arhitectura
Arcul principal are o deschidere de 93 m, iar cele două arcuri laterale au deschideri de 32,4 m. Arcul lateral de pe malul drept traversează drumul pe mal, în timp ce arcul lateral de pe malul stâng traversează cheiul și prelungește pasarela care traversează calea ferată a RER. La momentul construcției sale, podul avea cel mai mare raport lungime/înălțime: 16. Lungimea podului este de 173 m, lățimea este de 20 m (șoseaua are o lățime de 12 m, iar cele două trotuare au fiecare câte 4 m).
Cele două pile reprezintă bărci. Cea din apropiere de malul drept coboră spre Sena, în timp ce cea dinspre malul stâng urcă. Aceste bărci sunt decorate cu patru statui alegorice sculptate de Jean-Antoine Injalbert (căruia i s-a acordat titlul de Ofițer al Legiunii de Onoare la inaugurare): Orașul Paris(la prova bărcii de pe malul drept), Navigația (la pupă), Abundența (la prova bărcii de pe malul stâng) și Comerțul (la pupă). Cele două alegorii de la provă (Parisul și Abundența) sunt orientate către Sena, în timp ce cele două alegorii de la pupă (Navigația și Comerțul) sunt orientate către pod.
Cele patru statui sunt depășite, la nivelul parapetului, de stema orașului Paris.
La extremitatea malului drept se poate coborî spre cărarea de pe mal prin intermediul a două scări (una în aval și alta în amonte), în timp ce de pe malul stâng se poate coborî către Port autonome de Paris prin două rampe (una în aval și alta în amonte).

### În artă
- Le Pont Mirabeau este un poem de Guillaume Apollinaire, apărut în volumul Alcools. Pentru a auzi recitarea poemului de către autor în 1913, apăsați aici[nefuncțională]
. Acest poem a fost ulterior pus pe muzică de către Lionel Daunais.
- Georges Brassens se referă la el în cântecul său Les Ricochets.
- Serge Reggiani a compus și interpretat un cântec cu textul poemului lui Guillaume Apollinaire.
- Cântecul lui Sam Larkin "Mirabeau Bridge"  (1974) inspirat din poemul lui Apollinaire, a fost inclus de James Keelaghan pe CD-ul său "Roads".
- Jem Finer a compus muzica pentru o traducere în limba engleză a poemului. Ea a apărut în albumul Pogue Mahone (1996) al formației The Pogues.
- Le pont Mirabeau este un cântec al lui Marc Lavoine, după poemul lui Guillaume Apollinaire, lansat în 2001.
- Un cadavru este pescuit de sub pod în Les eaux troubles de Javel, episod din serialul de televiziune Nestor Burma, sezonul III (1993-1994).
- Se presupune, de asemenea, că de pe acest pod s-a sinucis poetul Paul Celan în noaptea de 19/20 aprilie 1970.

## Imagini

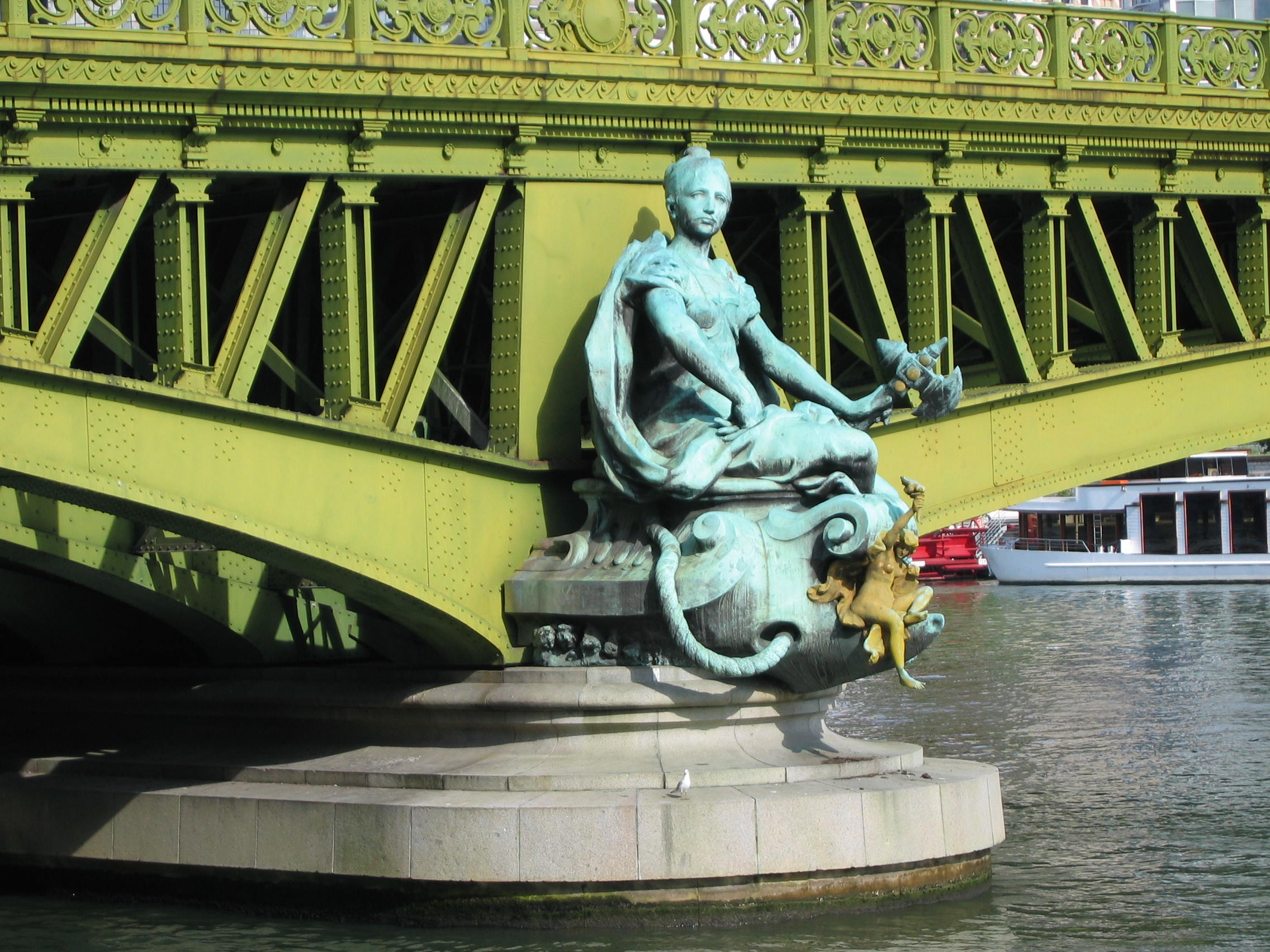
Oraşul Paris, coborând pe Sena ghidat de Navigaţie, înarmat cu un topor, simbol al Franţei
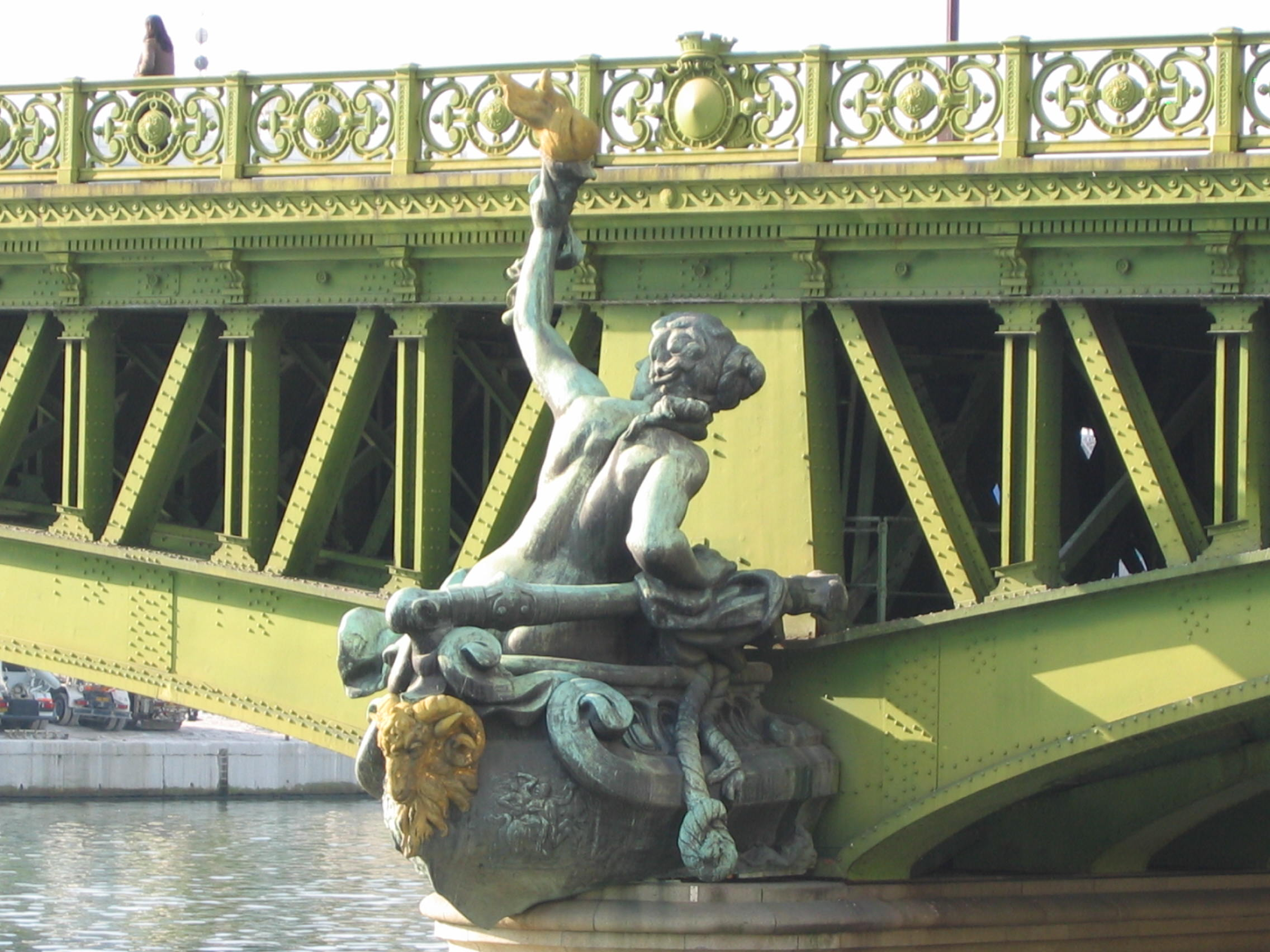
Navigaţia, reprezentând transportul interior pe apă din Paris
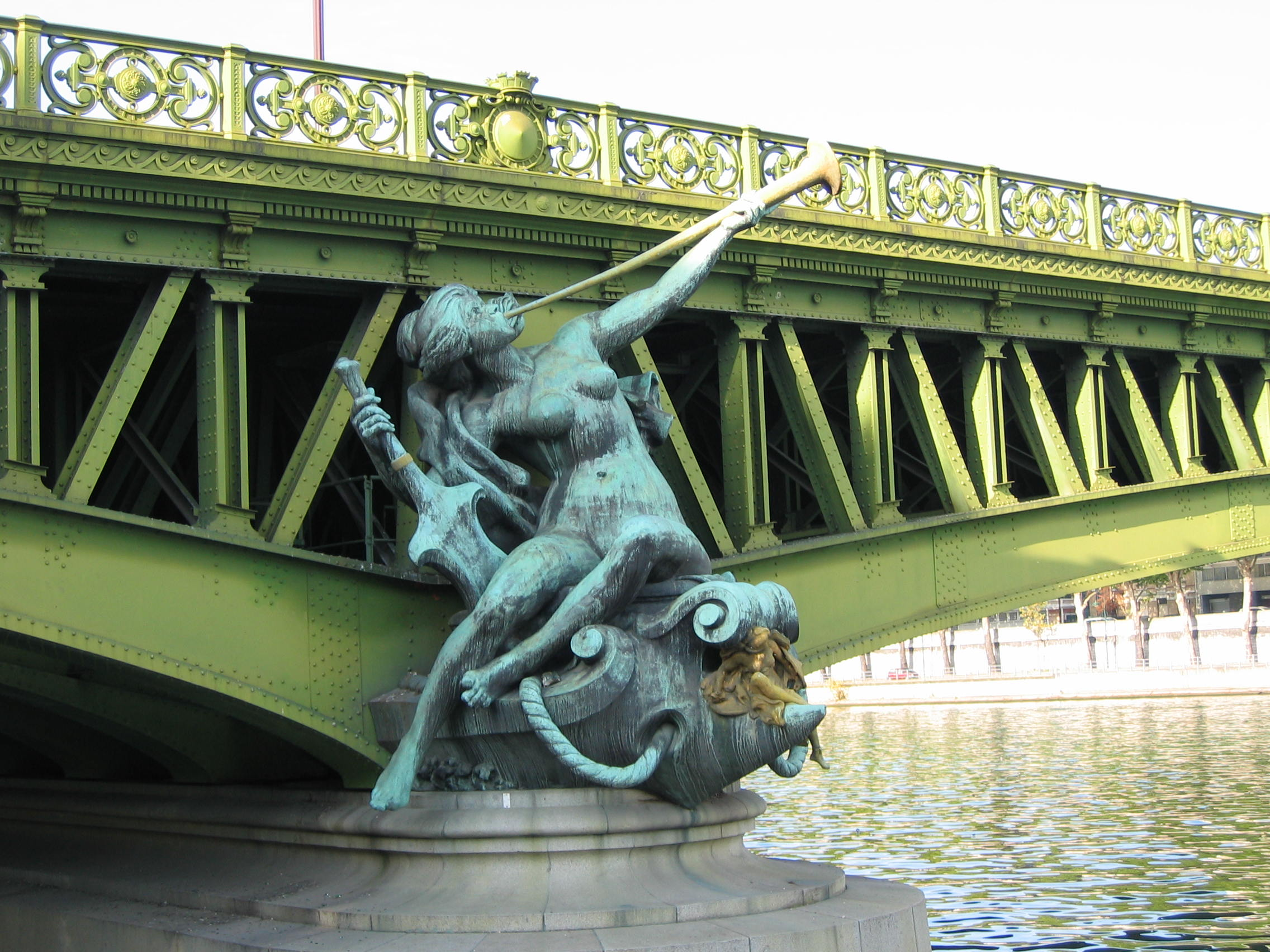
Abundenţa, la prova unei bărci comerciale
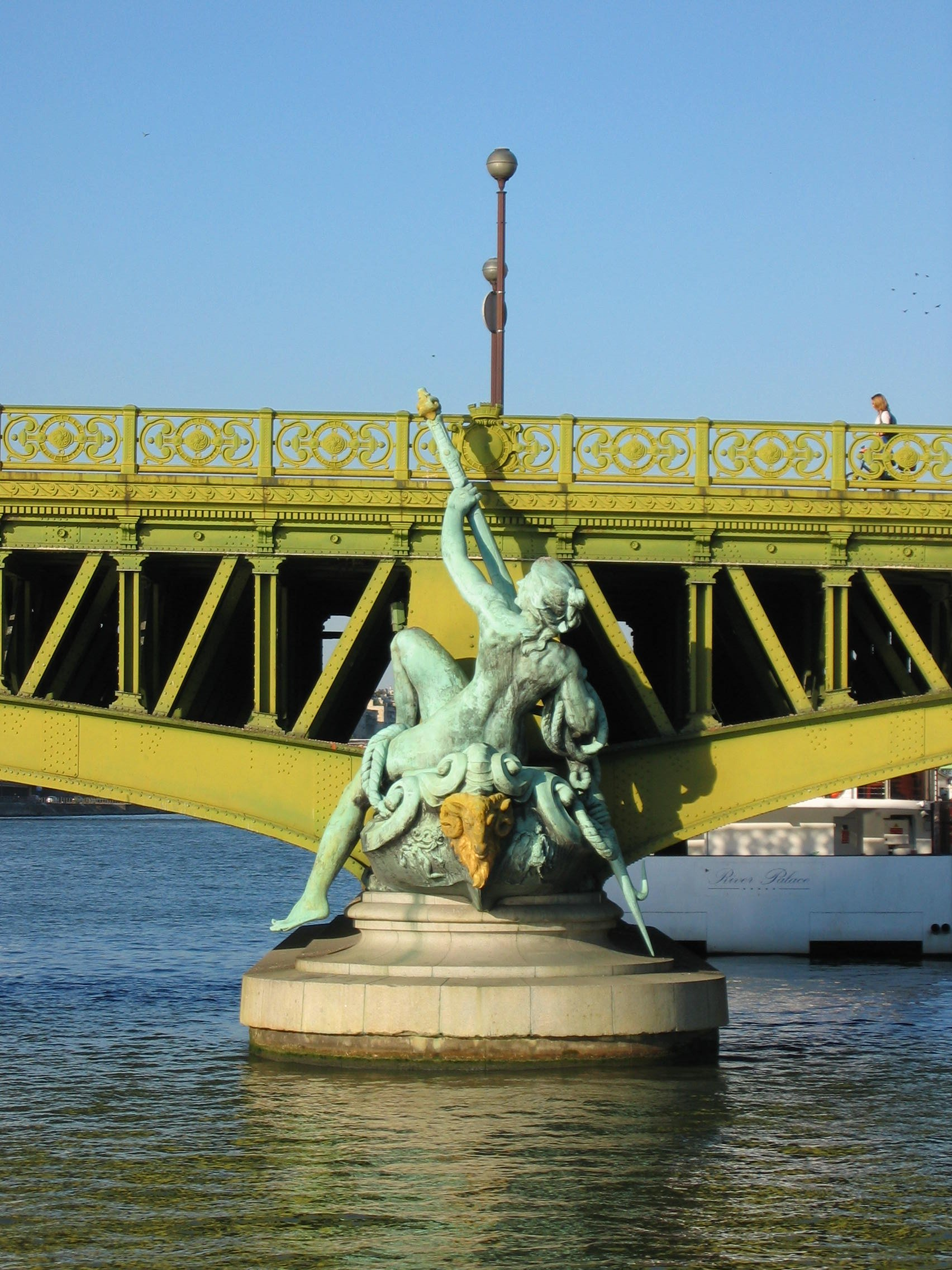
Comerţul, ţinând tachelajul, la pupa unei bărci
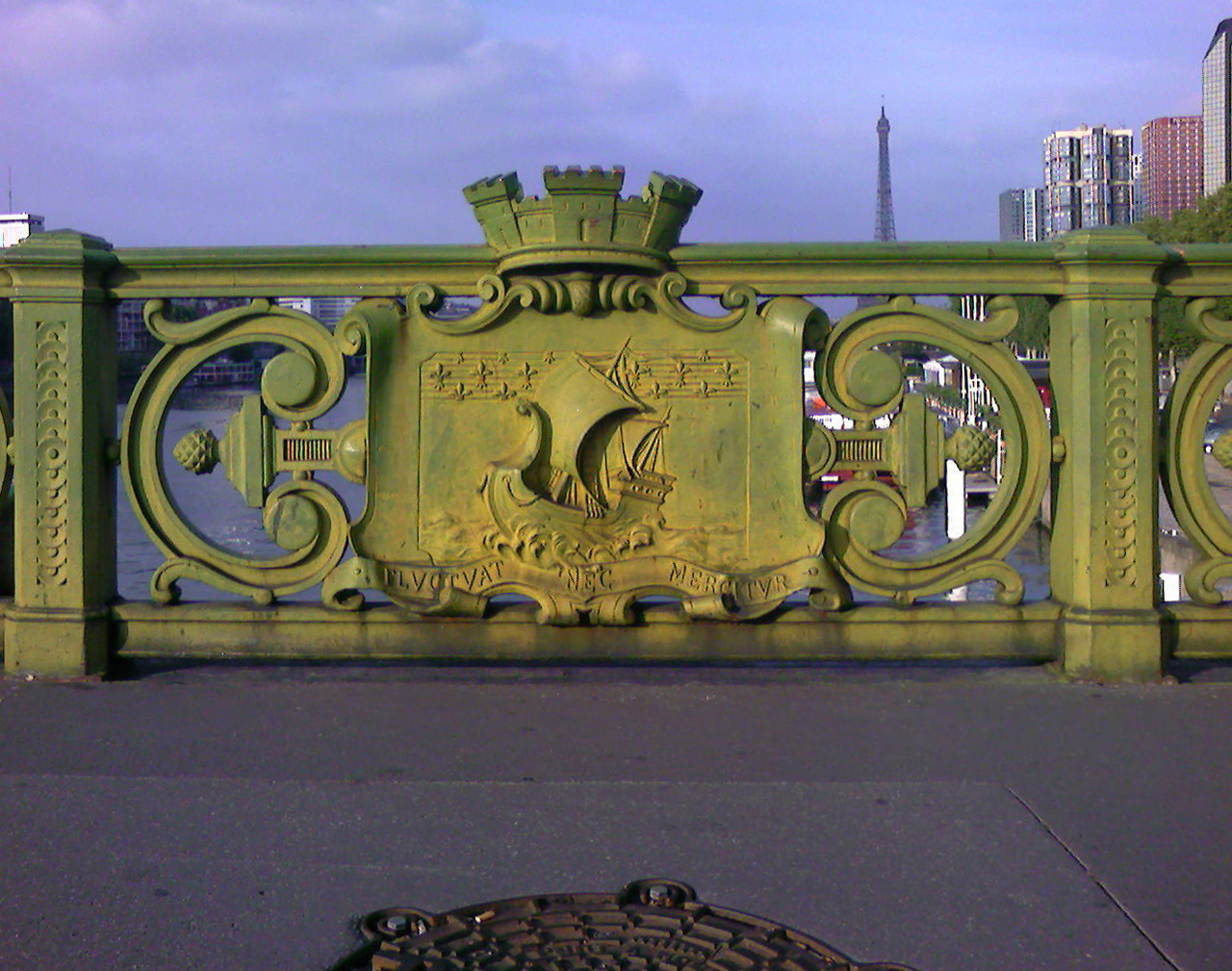
Stema oraşului Paris, pe partea din spate a fiecărei pile